# Konáraki naptemplom
A Konáraki naptemplomot, vagy más néven Szúrja-templomot (orija: କୋଣାର୍କ ସୂର୍ଯ୍ୟ ମନ୍ଦିର, dévanágari: कोणार्क सूर्य मंदिर, hindi: Konárk Szúrja mandir.) a Ganga-dinasztiából származó I. Naraszimha Déva király építtette 1238 és 1264 között Indiában, az Orisza állambeli Bhuvanesvartól 60 kilométerre, a tengerparton. A király Szúrja hindu napistennek szentelte a Fekete pagodaként is ismertté vált templomkomplexumot, amely három egységből áll: a főtemplom épületegyüttese, vagyis a hívek szentélye (dzsagamóhana, vagy pida deul) a vele egybeépült belső szentéllyel (rékha deul) és a külön álló tánctemplommal (nátamandir); a feltehetően korábban épült Visnu-templom; valamint a Majádévinek (Szúrja egyik felesége) szentelt templom. Ezeket más épületek, például az adakozások csarnoka, a bhogmandapa, illetve medencék egészítenek ki. A főtemplom tizenkét pár keréken gördülő, hét ló vontatta szimbolikus szekeret formáz, melyet Szúrja hajt. Jellemzően az indiai művészetre, a komplexum minden eleme teljes felületén díszített, visszatükröződik benne az indiai nép hit- és gondolatvilága, mindennapjai. Építésekor a templom a nágara (városi) templomépítészeti stílus csúcspontját képviselte, de mára a komplexum állapota romos, a 17. század óta már nem tölt be szakrális funkciót sem. Az UNESCO 1984-ben mint kulturális helyszínt vette fel a világörökségi listára.

## Fekvése
Konárak ősi települése két szó, az Arka (Nap) és a kona (sarok) összevonásából kapta nevét. A Bengáli-öböl partján, Bhuvanesvartól 50 kilométerre délkeletre, Puritól pedig 30 kilométerre északkeletre található. A falu valaha nagy forgalmú kikötő volt, kapcsolatot biztosított a délkelet-ázsiai országokkal. A komplexum eredetileg a tenger partjára épült, de az azóta visszahúzódott, így most három kilométerre a tengerparttól található. Bár eleve mocsaras területre épült, a templom állagromlásához hozzájárultak a heves monszunok, a sós levegő és a növényzet túlburjánzása is. A károk mérséklése érdekében az 1900-as évek elején a parti sávra fákat ültettek, hogy így csökkentsék a tenger felől érkező szél és homok romboló hatásait.

## Története

### Legendák
A templom felépítéséhez több legenda is kapcsolódik. Az egyik szerint a szépséges Számba, Krisna fia kinevette a külseje miatt Náradát, a szent embert (száddhu). Nárada megbüntette a fiút, kimódolta, hogy ez Krisna fülébe jusson, aki éktelen haragjában leprával sújtotta saját gyermekét. Mikor Krisna rájött, hogy fia a ravasz Nárada cselszövésének áldozata lett, megbánta tettét, de az átkot visszavonni már nem tudta. Számba erre tizenkét évnyi vezeklésbe kezdett, lemondásait Szúrja napistennek ajánlva. Az istenség, látva Számba áldozatát, megparancsolta neki, hogy Konáraknál fürödjön meg a tengerben. A fiú engedelmeskedett, és végül meggyógyult. A legenda nyomán építette Naraszimha Déva király a templomot erre a helyre és szentelte azt Szúrjának, mivel maga is beteg volt, és így remélt gyógyulást. Az bizonyos, hogy Konárak a Szúrja-imádat egyik legkorábbi központja volt. Még ma is minden év január-februárjában (a hindu mágh hónapban) sok ezer zarándok látogat el ide és vesz gyógyító fürdőt az Indiai-óceánban.
Egy másik legenda az építkezéshez fűződik. Eszerint az építkezést irányító Szibái Szantra nem boldogult a falak felhúzásával, és nagyon elkeseredett. Álmában megjelent egy öregasszony, aki egy tál forró kását kínált neki. Ő mohón az étel közepébe nyomta az ujját, ami megégette. Így vezette rá az öregasszony, hogy az építést nem középről, hanem a széléről kell kezdeni. Ezek után Szibái Szantra újrakezdte az építkezést.

### Építése

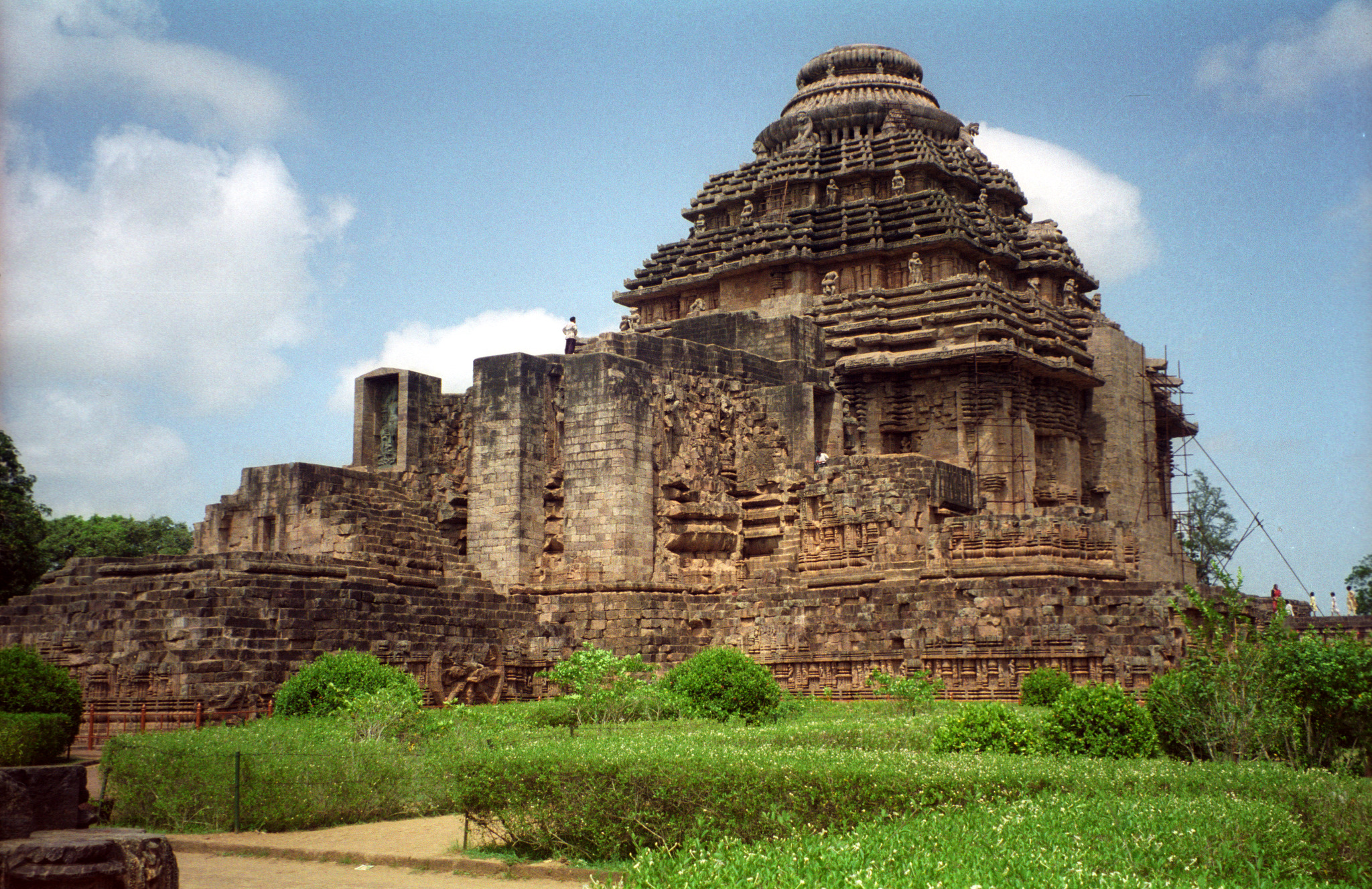
A rékha deul maradványai

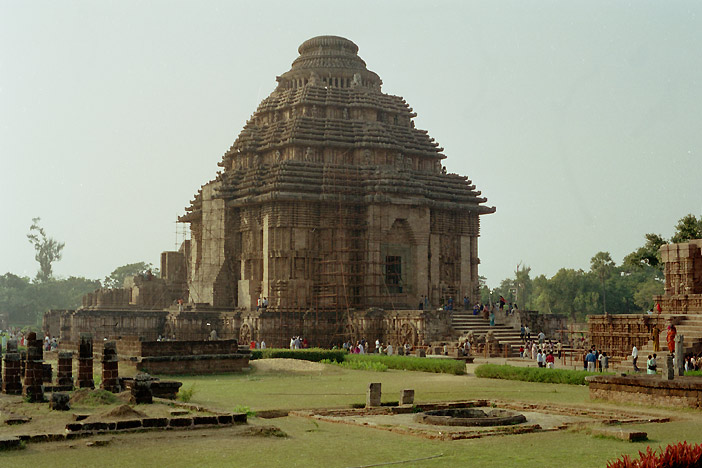
A dzsagamóhana

Naraszimha Déva király sikeresen ellenállt a muszlim hódításnak, eredményes uralkodást tudhatott magáénak, így a templom megépítését a saját dicsősége megörökítésének is tekintik. A komplexumot 1238 és 1264 között, egy 264×165 méteres területre építette, melynek talaja homokos volt, így a talapzatnál laterit tömböket, a templom falainál pedig kondalitet használtak. Ez utóbbi nem bírja az időjárás viszontagságait és idővel meggyengül, ez az egyik fő oka a templom folyamatos állagromlásának. Kloritpalából készültek a bejáratok ajtófélfái, a belső szentély padlózata, a trónus, illetve a három külső szentélyben látható Szúrja-szobor is. A különféle köveket tömbökben hozták a helyszínre, valószínűleg egy erre a célra épített csatornán keresztül. Itt kötőanyag nélkül, saját súlyukat kihasználva illesztették egymáshoz az elemeket, majd homok és oltott mész keverékével bevakolták azokat. A díszítő domborműveket csak ezt követően állították a helyükre. A sikharát (a belső szentély tornya), amely később, a 19. században összeomlott, kovácsoltvas kötőgerendákkal erősítették meg. Az építkezés mintegy 16 évig tartott, 1200 kőműves és 12 000 egyéb munkás bevonásával.

### Állagmegóvása
A templom, építését követően, századokon át nagyon népszerű volt az uralkodók körében, de karbantartásával nem törődtek. A természet által okozott károk mellett a templomot a mogulok a 17. században meg is szentségtelenítették (szentélyét megrongálták), így azt követően már nem használták szakrális célokra, nem tekintették szent helynek. A helyiek az építőanyagért, az uralkodók a dísztárgyakért fosztogatták. Ennek a britek megérkezése vetett véget, akik fontos tájékozódási pontnak is használták a helyet, így megtiltották az épületek további bontását. A dzsagamóhana (hívek szentélye) pagoda alakú teteje az idők során befeketedett (innen kapta a Fekete pagoda nevet), és ez jól láthatóan jelezte a közeli tengeren az arra járó hajóknak az útirányt.
A sikhara pusztulásának okai nem tisztázottak, többféle elgondolás is van arra, hogy mi okozhatta a belső szentély csúcsos tornyának (rékha) beomlását: lehetett földrengés, az időjárás hatása, a laza altalaj, de az is felmerült, hogy egyszerűen egy lassú romlási folyamat eredményeként omlott össze, valószínűleg 1868 körül. Egy olyan teória is felbukkant, hogy a muszlim Kalapahar, aki a Puriban található Dzsagannáth-templomot feldúlta, 1568-ban itt is olyan károkat okozott, ami a torony későbbi összeomlásához vezethetett. Az biztos, hogy James Fergusson angol régész, 1837-ben a rékhát még látta állni, míg két szemtanú 1868-ban és 1870-ben már csak a romokat rögzítette.
A templom átfogó állagmegőrzésére egészen az 1900-as évek elejéig kellett várni. A területet már 1882-től rendezték, tisztították, az ásatások pedig 1901-ben kezdődtek meg. 1894-ben néhány díszítő elemet a kalkuttai múzeumban helyeztek el. 1910-ig vegyi úton megtisztították a megmaradt épületeket, eltávolították a rárakódott sót, földet és gombát. Az elhanyagoltságra jellemző volt, hogy amikor egy jó hírű botanikus, P. Praya 1929-ben megvizsgált egy követ, azt 357 réteg moha és zuzmó fedte. Mivel egy-egy réteg kialakulása az esős évszakhoz kötődik, arra következtetett, hogy a követ 357 éve nem tartotta karban senki.
Annak érdekében, hogy a belső szentéllyel egybeépült dzsagamóhana összeomlását megakadályozzák, 1901 és 1904 között feltöltötték az utóbbi belsejét. Lezárták a bejáratokat, és a tetején fúrt lyukon keresztül homokot öntöttek a belső térbe. A munkálatokat egy mérnök, Bisan Szvarup irányította. India 1947-es függetlenné válása után létrehoztak egy bizottságot, amelynek feladata a konzerválással kapcsolatos teendők ellátása lett, és ez a munka mind a mai napig tart. Az UNESCO 1984-ben mint kulturális helyszínt vette fel a világörökségi listára.

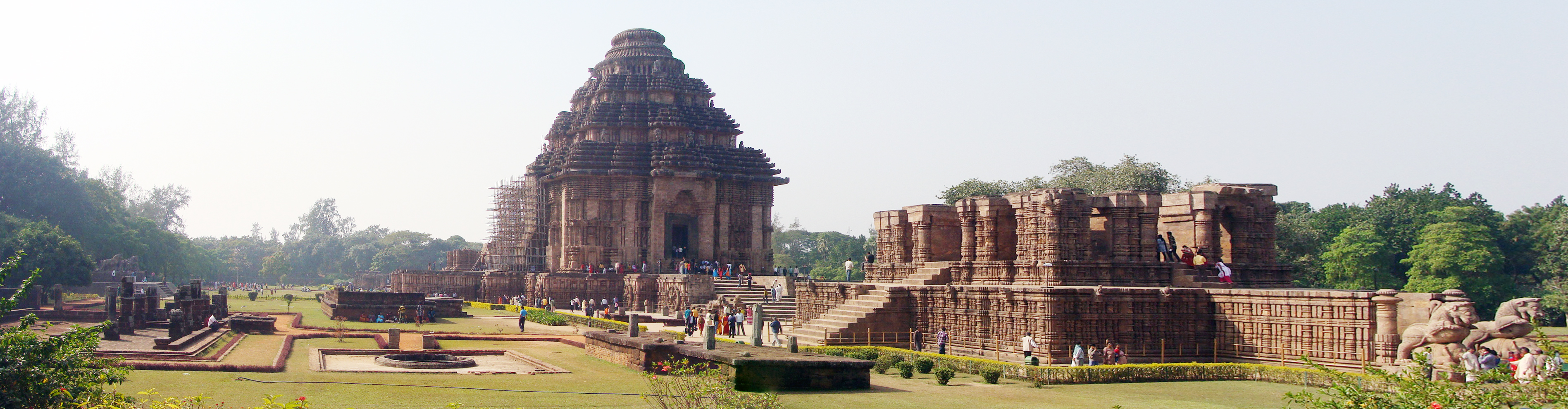
A főtemplom épületegyüttese 2011-ben: jobbra elöl, különállóan (a komplexum keleti oldalán) a tánctemplom (nátamandir), mögötte a hívek szentélye (dzsagamóhana, vagy pida deul) a hozzáépült belső szentéllyel (rékha deul), melynek tornya (sikhara) már korábban leomlott. Balra elöl (délkeleti irány) látható az adakozások csarnokának (bhogmandapa), a konyhának és egyéb melléképületeknek a maradványai

## A komplexum és részei

A komplexum főbb épületei: 1. főtemplom, 1.a dzsagamóhana, 1.b rékha deul, 2. nátamandir, 3. bhogmandapa, 4. Majádévi temploma, 5. Visnu-templom

A nágara stílusú templomok jellemző felépítése. Konárak belső szentélyének (rékha deul) leomlott tornya (sikhara) pirossal jelölve

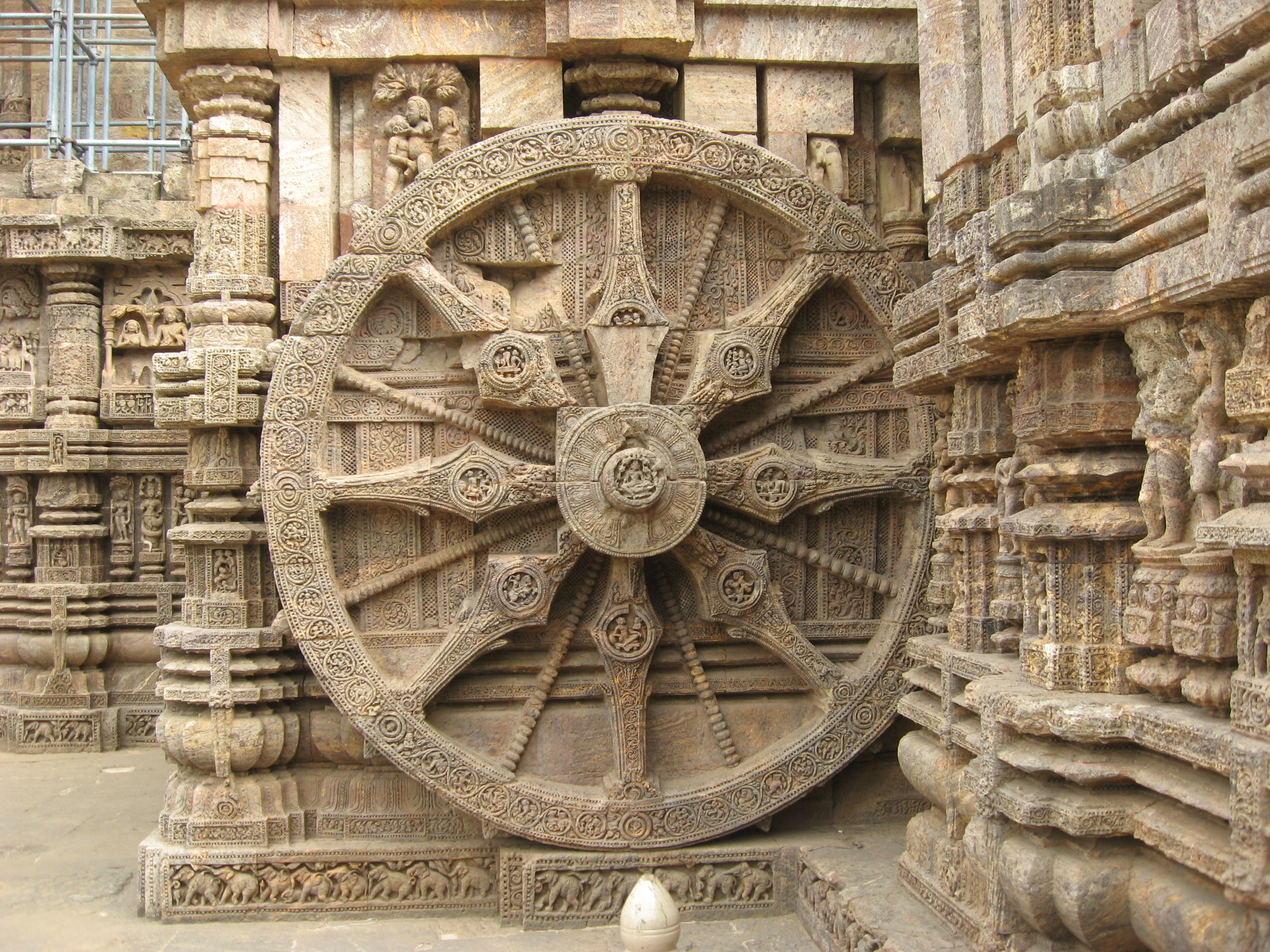
A pisztát díszítő kerék

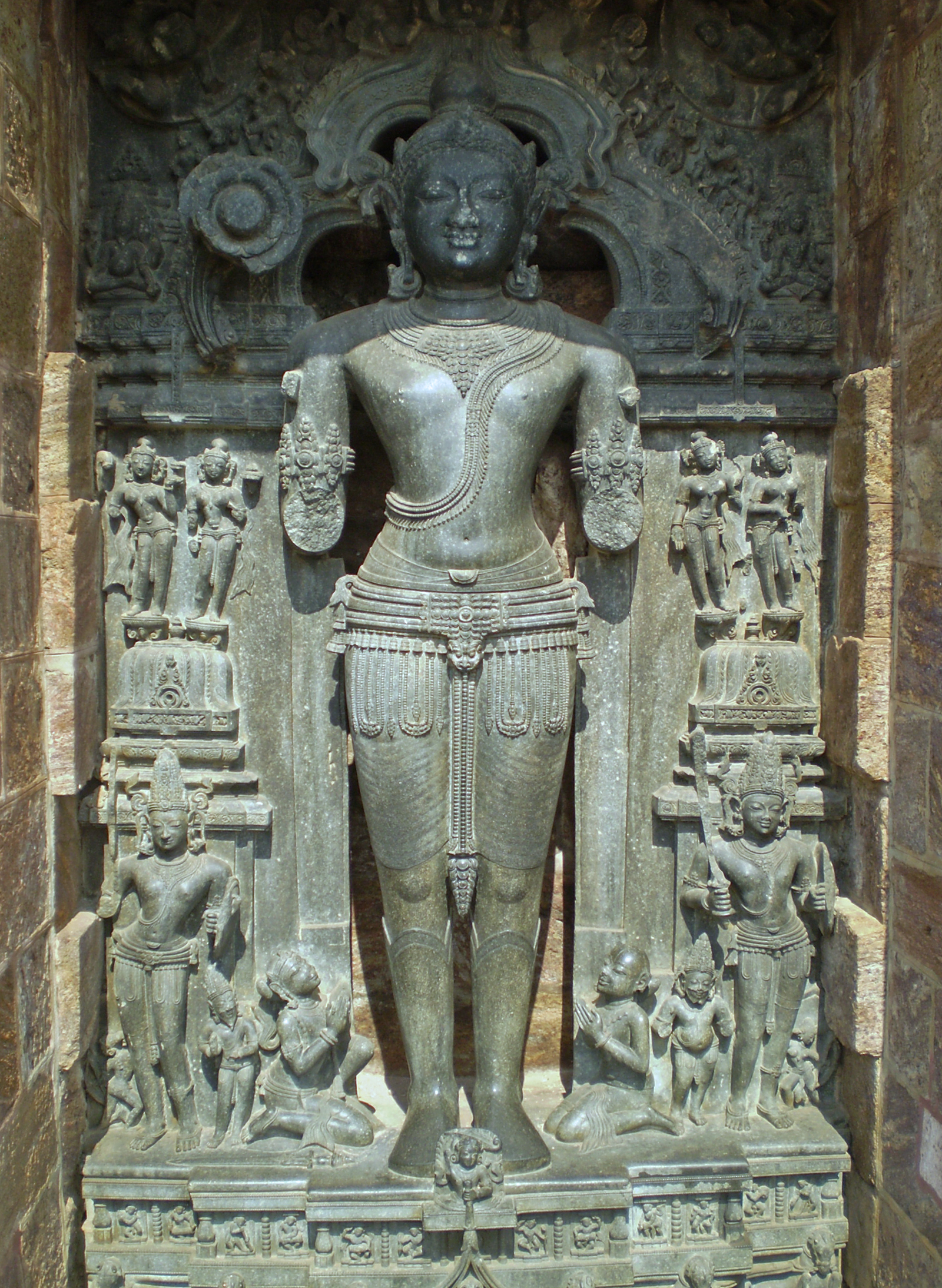
A rékha deul nyugati falfülkéjében lévő Szúrja-szobor, a „déli nap”

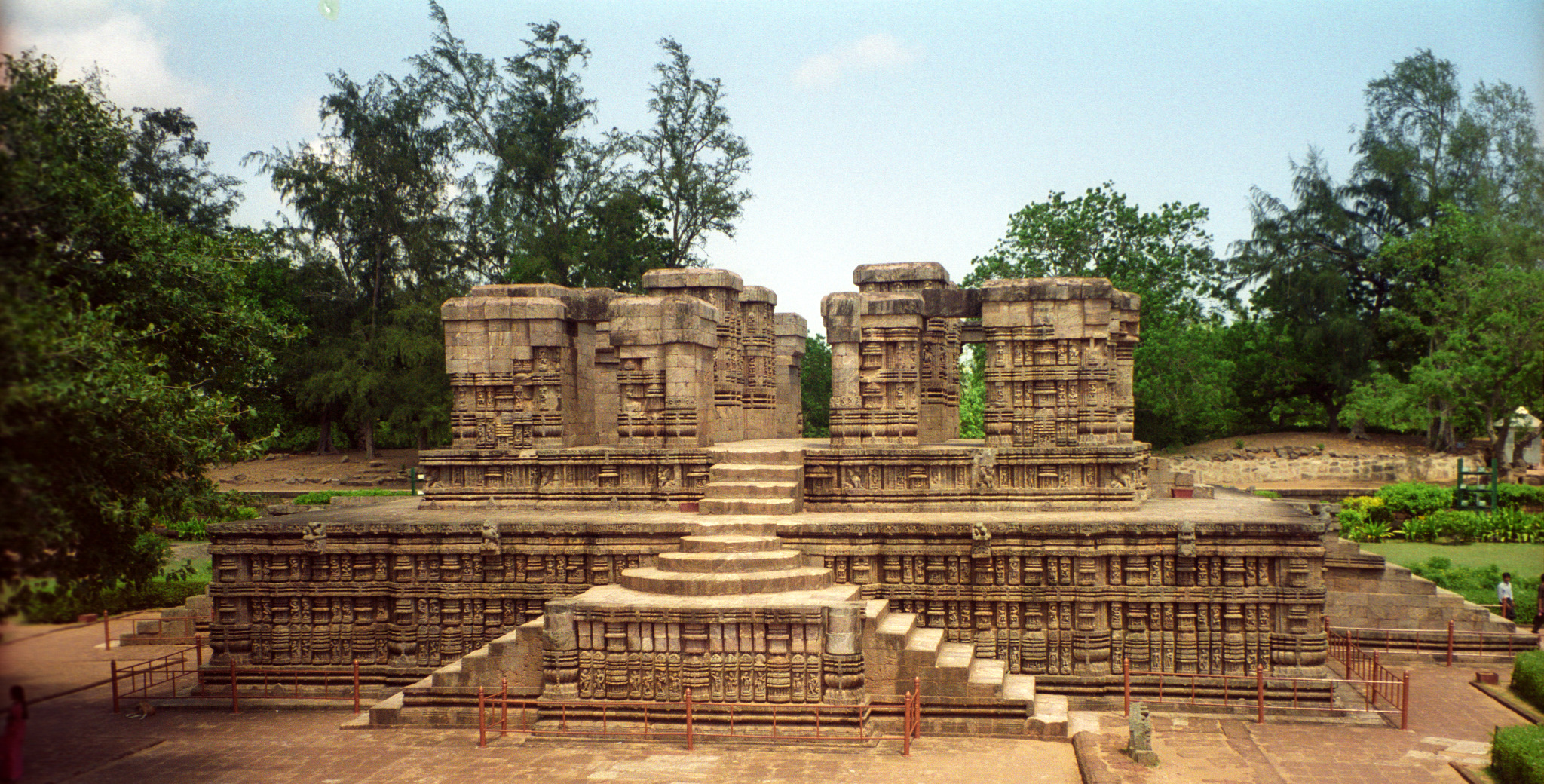
A nátamandir

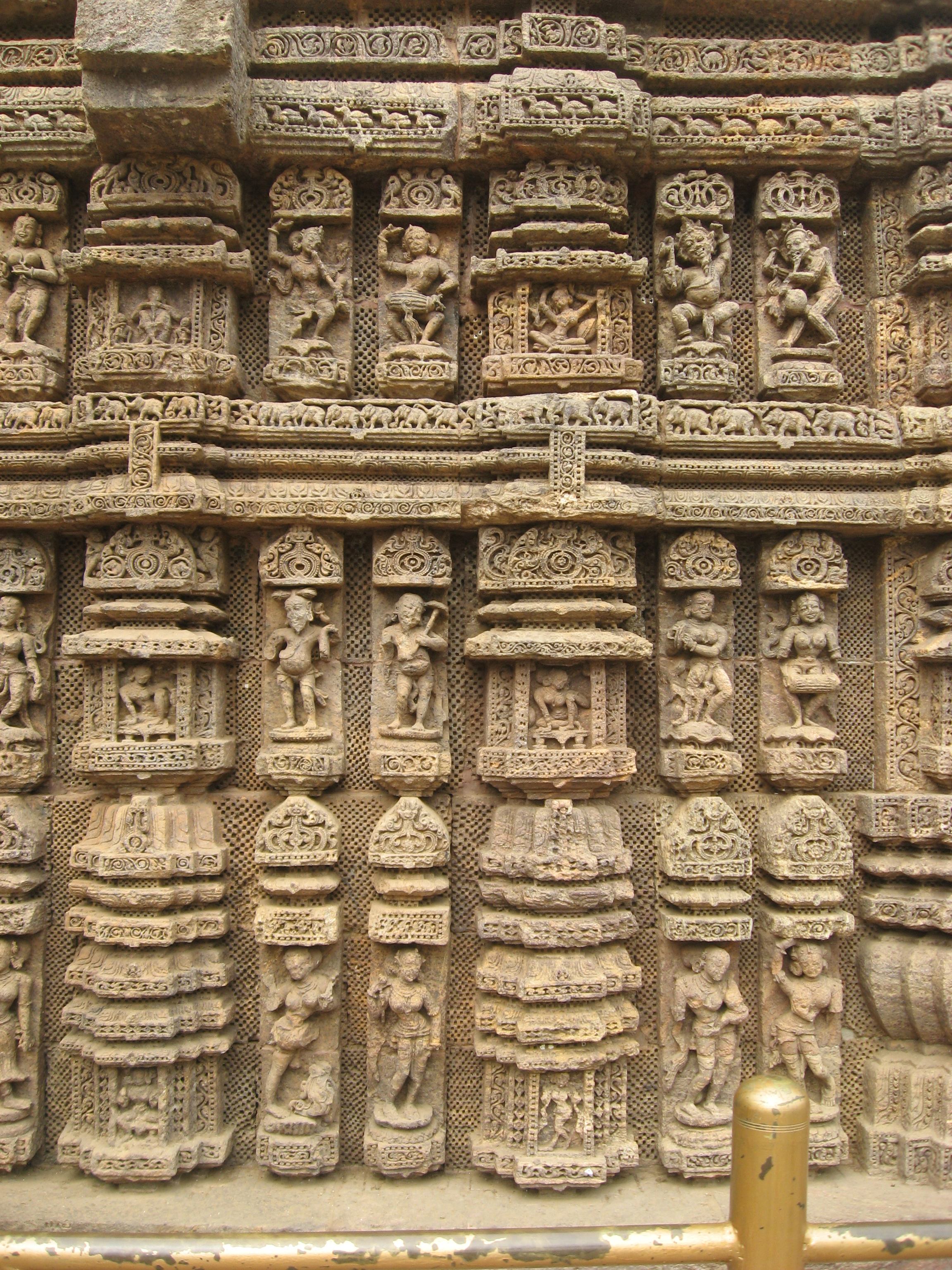
A nátamandir pisztájának táncoló figurái

A Konáraki naptemplom az észak-indiai Orisza területén jellemző, nágara stílusú hindu templomépítészet csúcspontja. Itt az indiaiak a templomot egy égi szekérrel azonosították, a kerékmotívum a szanszárát jelképezi. Ez az egyetlen Szúrja-templom, amely ezt a szimbolikát a maga valójában meg is jeleníti: egy magas pódiumra építették, amelynek oldalát tizenkét pár kerék díszíti, ezen felül még hét lovat is „befogtak” az épület elé, mintha azok repítenék az égbe a szekeret, melynek szentélyéből maga Szúrja napisten hajtja azt. Kiemelkedő az épületek díszítettsége. Az indiai művészet minden felületet igyekszik dekorációval borítani, itt sincs ez másképp, domborművek, szobrok sokasága borítja a falakat, a legkülönfélébb vallási és világi témákból merítve. Konárak híres erotikus tárgyú domborműveiről, amelyek itt annyiban térnek el a hasonló ábrázolásoktól, hogy szokatlan nyíltsággal és változatossággal ábrázolják a testi érintkezés különböző formáit.
A komplexum egy 264×165 méteres területen helyezkedik el, melyet fal vett körbe, egy-egy bejárattal a déli, a keleti és az északi oldal közepén, de mára a fal teljesen elporladt. A főtemplom épületegyüttese egy nyugat–keleti tengely mentén épült, melyből a nátamandir (tánctemplom) a keleti kapunál helyezkedik el. Ettől nyugatra, de még a tengely mentén található a dzsagamóhana vagy pida deul (hívek szentélye) és a vele egybeépült rékha deul (belső szentély). Úgy helyezkednek el egymás mögött, hogy a keleten kelő nap első sugarai, áthatolva a csarnokokon, a szentély belsejéig juthassanak. A terület délnyugati oldalán található a Majádévinek (Szúrja egyik felesége) szentelt templom, valamint egy kisebb Visnu-templom, amiről úgy gondolják, hogy még korábban megépült ezen a területen. A délkeleti részen van a bhogmandapa (adakozások csarnoka). Ezek a főbb épületek egészültek ki két mesterséges tóval, egy kúttal és konyhákkal. Ma már viszonylagos épségben csak a dzsagamóhana áll, de mivel feltöltötték a belsejét, így az sem látogatható. A területen látható monolit szoborcsoportok eredetileg a dzsagamóhana feljáratai előtt álltak.

### A főtemplom épületegyüttese

#### A dzsagamóhana és a rékha deul
A hívek szentélye és a belső szentély itt nemcsak ugyanarra a közös emelvényre került, hanem maga a két épület is összeépült: a dzsagamóhana nyugati falában lévő átjáró vezet a belső szentélybe. A kettő együtt formázza napisten szekerét, mely a hét lóval az égbe tart. A tervezés furcsasága, hogy a szekeret a lovak kelet felé húzzák, így az a Nappal szemben halad. Délről, keletről és északról három lépcsős feljáró vezet a dzsagamóhana bejárataihoz.
Az egység a szimbólumok sokaságát jeleníti meg. Az emelvény északi és déli oldalán elhelyezkedő huszonnégy darab (tizenkét pár) közel három méteres átmérőjű, faragott kerék jelentéséhez több lehetséges teória kapcsolódik. Szimbolizálhatja az év tizenkét hónapját, a hindu naptár huszonnégyszer két hetét, de a nap huszonnégy óráját is. Minden kereket nyolc küllő és segédküllő oszt egyforma cikkekre, amely így napóraként volt használatos. A küllők árnyékáról lehetett leolvasni, hogy a nap mely práhájában (három órás időszak) jár. A hét ló, amelyek közül négy a déli oldalon és három az északin helyezkedett el, a hetek hét napját, de a csillagképeket uraló hét bölcset is jelképezhették. A lovak közül kettő még ma is a helyén látható.

##### Dzsagamóhana
A dzsagamóhana (Konárakban mukhaszálának is hívják) és a rékha deul felépítése hasonló. Az emelvényen (piszta vagy pitha) álló épületek függőleges falrészre (bada, a kettő együtt pedig bára), tetőzetre (gandi) és a záróelemre (masztaka) oszthatók.
A piszta teljes magassága 5,029 méter, amely díszítése alapján több sávra tagolódik. Ezeket több ezer faragott elefánt, katonák és hívők alakjai, gyaloghintók, vadászjelenetek ékesítik. Már az emelvényt díszítő alakok, kompozíciók között is nagy számban találhatók erotikus témájúak, sokszor már az obszcenitást súroló ábrázolás, melynek célja a Nap és a termékenység közötti összefüggés hangsúlyozása, a tantrikus tanok és rituálék megjelenítése volt. A 2,73 méter átmérőjű kerekek közül nyolc pár a dzsagamóhana, négy pár a rékha deul alatt kapott helyet. Minden kereket nyolc, gazdagon díszített küllő és ugyanannyi kisebb segédküllő oszt egyenlő részekre. Teljes felületén finom faragásokkal díszített. A nagyobbik küllők közepén medálszerű díszítések találhatók, amelyek megismétlődnek a kerekek tengelyének végén is. Az abroncsrészre egzotikus természeti motívumokat faragtak.
A bada magassága 12,141 méter. Három bejáratához (észak, kelet, dél) 17 fokból álló lépcsősorok vezetnek, a negyedik bejárat belülről a belső szentélybe nyílt. A keleti egészen jó állapotban, az északi pedig részben megmaradt. Az ajtófélfák jó minőségű, sötét kloritpalából készültek és gazdagon faragottak. A bejáratok felett hét párkánykoszorúból álló architráv található, melyeket táncosok alakjai díszítenek. Minden párkány közepén, az ajtó felett, egy kis szentély ábrázolása töri meg a motívumok sorát. A bejáratok függőleges két oldalát nyolc részre osztják a faragott díszítések: szobrok és domborművek mitikus teremtményekkel, férfi- és nőalakokkal, közöttük kúszó, indás növényábrázolások. Korábban két pillér is állt a keleti bejárat előtt, de azok 1628-ban leomlottak. A falakat a mintázat itt is több sávra osztja. Két sorban falfülkéket alakítottak ki, amelyek nőalakokat mutatnak be mindennapi élethelyzetekben, de emellett ismételten feltűnnek az erotikus ábrázolások, szerelmes párok gazdag virág- és levéldíszítésekkel vegyítve. Mivel a belsejét 1904-ben feltöltötték, így az ma már nem vizsgálható. A fellelhető dokumentumok szerint a hívek szentélyének belsejét nem díszítették szobrok. Az is szerepel a leírásokban, hogy kettős tetőzete volt, a belső alacsonyabbat négy pillér tartotta, de ezek 1848-ban összeomlottak. Emiatt határoztak úgy, hogy a további beomlásokat megakadályozandó feltöltik a belső teret, melynek padlózata oldalanként 18,28 méter volt. 
A gandi egy 14,046 méter magas gúla, amely három egységbe (potala) foglalt, úgynevezett pidákból (egymásra rétegezett lépcsőzetes elem) áll. A potalák magassága felfelé egyre csökken. A tető kialakítása miatt pida deulnak is szokás a dzsagamóhanát hívni. Hasonlóan az oldalfalakhoz, a pidákat is gazdagon díszítették szobrokkal és más motívumokkal. A szentélyek díszítésére általában jellemző, hogy az épületeken felfelé haladva, ahogy egyre távolabb kerülnek a földtől, a szobrok témája, alakjai egyre nagyobb nyugalmat sugároznak, csökken a mozgalmasságuk.
A bada feletti rész a centrális kialakítású masztaka, amely egy nyaki résszel (béki) kapcsolódik a tetőhöz. A kupolát (ghanta) zárja a csúcsdísz (kalasa), amelynek a „talpa” egy osztott ámla. A masztaka magassága 7,848 méter, tehát összességében az épület magassága 39,064 méter, így a konáraki dzsagamóhana a legmagasabb az oriszaiak között.

##### Rékha deul
A rékha deul (vagy garbhagriha) jellegzetessége a rékha formájú sikhara, azaz a magas, kúpos, csúcsos torony, amelynek ma már csak a romjai láthatók. Emiatt pontos méreteit nem lehet rekonstruálni, a szakértők a maradványok alapján következtetnek az eredeti magasságára. A becslések szerint teljes magassága 70 méter körül lehetett, amelyből a bada 18,5 méter, míg a kúpformájú torony és az azt lezáró masztaka mintegy 49 méterre becsülhető. A szentélybelsőbe csak a kiválasztottak léphettek be, viszont a szentély külső oldalfalán három falfülkét alakítottak ki (délen, nyugaton és északon), melyekben Szúrja három, szintén kloritos kőzetből faragott szobra található, különféle ábrázolásban. Ezekhez a külső szentélyekhez lépcsők vezetnek. A három szobor közül a déli egészen jó állapotban megmaradt, míg a másik kettő eléggé megrongálódott, amikor a sikhara beomlott, és azzal együtt a falfülkék is összedőltek.
A védákban olvasható, hogy Szúrja a hindu trimurti (Brahma, Visnu, Siva) megnyilatkozása. A reggeli nap azonos Brahmával, a teremtővel, a déli nap Visnuval, a megtartóval, míg a lemenő nap Sivával, a pusztítóval. A déli oldalon található Szúrja-szobor a reggeli napot testesíti meg, magassága 2,514 méter. A karokat, a nyakat és a fület ornamentikák díszítik; derékfűzőjéről, amely az iráni szent derékfűző indiai változata, bojtok lógnak; kezeiben két virágzó lótuszt tart, melyből a jobb oldali ma is látható. Lábaihoz nőalakokat mintáztak, amelyek táncolnak vagy zenélnek. Szúrja szekere, melyet hét ló repít, valamint négy felesége is szerepel az alakok között. A nyugati oldal fülkéjében Szúrja alakja a déli Napot képviseli, kiteljesedett isteni méltósággal, magassága 2,895 méter. A fülke és a szobor díszítése hasonló az előzőhöz, azonban itt Szúrja csizmát is visel. A lenyugvó Napot az északi falfülkében található szobor ábrázolja: míg az egész napi munka után a lovak már fáradnak, Szúrja az övét annak nyergéből fáradhatatlanul hajtja tovább, bár a ló behajlított térdei arra utalnak, hogy már fáradt, összerogyni készül. A szobor összmagassága 3,58 méter.
A négyzet alakú, oldalanként 10 méteres szentélybelső megmaradt része a falak romjain át közelíthető meg. A szentély mennyezetéül egy nagy kőtömb szolgált, melyet a falakon kialakított kiszögellések tartottak fenn. Ezeket több darabból összekovácsolt vasgerendázattal erősítették meg. A mennyezet közepébe egy virágzó lótuszt faragtak díszítésül, melynek minden szirma egy-egy nőalakkal táncoló Szúrját ábrázolt, ahogy a hét ló vontatta szekér bakján állnak, a napisten kezeiben egy-egy lótusszal. Itt sem találtak szobrot, de még kötőanyag-maradékot sem, amivel azokat rögzíthették volna. Viszont fennmaradt a szentélyben az a fekete trónus, amelyre Szúrja képmását és egy oltárt helyeztek el. A trón felülete faragásokkal díszített: növények, állatok és maga Naraszimha Déva király, ahogy társaival a napistent imádja. Az oltár mögött mintegy 1,5 méteres fal segített megtámasztani a képet, ám ez, valamint maga a trónus és a tetejére vezető lépcsősor is megrongálódott, feltehetően a sikhara beomlása során.

#### A nátamandir
A dzsagamóhanától keletre, vele azonos magasságú emelvényen, egy pida tetőzetű, pilléres építmény volt található, a nátamandir (tánctemplom). Ma már csak a pillérei láthatók, a tető összeomlott. A nátamandir épületében, a vallási rituálé részeként, mahárik (isten szolgálólányai) táncoltak.
A nátamandir öt méter magas, négyzet alapú pisztája a díszítés szempontjából három sávra tagolódik. Az alsó, ami mintegy 7,11 méter magasságú, lótuszszirmokkal és kúszónövényekkel díszített. A felette lévő, 2,92 méteres sávban számtalan táncoló és zenélő nőalak, elefántok, valamint apró templomok fedezhetők fel. A felső, 1,37 méter magas sávba ugyancsak táncoló nőalakokat, lótuszszirmokat és indás növényeket faragtak. A szakértők a táncoló mozdulatokból egy helyi tánc, az odisi ősi elemeit tudják rekonstruálni. A nátamandiron nem található erotikus témájú díszítés.
Körben, a piszta tetején, az építők minden oldalon kihagytak egy több mint öt méteres sávot, így a pillérekből álló falakat, melynek minden oldala 15,85 méter, körbe lehet járni. Az eredetileg 2,97 méteres pillérek egy része leomlott. A piszta tetejére, illetve az épület belsejébe minden oldalon lépcsősorok vezetnek fel, így a csarnoknak mind a négy égtáj felől van bejárata, ebből a főbejárat a keleti oldalon található. A szakértők szerint a négy lépcsősor nem egy időben készült, erre utal a különböző díszítettség, a motívumok átfedése. A déli a legkevésbé díszített, ez épülhetett meg először azzal a céllal, hogy a konyha épületétől közvetlenül lehessen feljutni. Mivel a keleti főbejárat lépcsősora épült meg utoljára, ez is azt a teóriát támasztja alá, hogy az oroszlán–elefánt szoborcsoport eredetileg nem itt, hanem a dzsagamóhana előtt kapott helyet.
A nátamandir tetejének felépítése hasonló típusú volt, mint a dzsagamóhanáé, de az idők során összeomlott. Ezzel kapcsolatban is több teóriát állítottak fel a történészek: egyesek szerint eredetileg sem volt tető az épületen, mások szerint az a lótuszszirmokkal gazdagon díszített kőtömb, ami nem messze fekszik az épülettől, lehetett a tető felső, központi eleme.

### Majádévi és Visnu temploma
A főtemplom együttesétől délnyugatra két másik, az előbbinél jóval kisebb templom romjai találhatók.
Feltételezik, hogy a később Majádévinek szentelt (a kettő közül a nagyobb alapterületű) korábban épült, mint a komplexum többi része, valószínűleg Szomavansi (931–1110) uralkodása alatt. A tengerből származó homokot és törmelékeket 1909-re távolították el a romokról. Mivel építése korábbra datálódik, így a szakértők szerint eredetileg ez is Szúrja-templom lehetett, de felmerült az is, hogy esetleg Rámának szentelték. A főtemplom építésekor az itt található Szúrja-szobrot átvitték oda, ezt pedig újraszentelték. Az épületet eredetileg fal vette körül, de a főtemplom építése során ezt elbontották, és csak a déli oldalon látható belőle egy kevés. A teteje is eltűnt. Az eredetileg négyszögletű alapot az átépítés során kibővítették, és szobrokkal díszített falfülkéket alakítottak ki rajta. A szentély itt is egybenyílik egy dzsagamóhanával, hasonlóan a főtemplomhoz. Bejáratát és a falak külső felületét pilaszterekkel egészítették ki. Az itt található szobrok különlegessége az a bájos mosoly, amelyet a női alakok arcára mintáztak.
A Visnu-templomot 1956-ban tárták fel. Az eredetileg nagyméretű égetett téglából épült, majd homok és mész keverékével vakolt építmény is egy szentélyből és egy előcsarnokból állt, de ma már csak az alap maradványai láthatók.

## Szoborcsoportok
A komplexum területén a látogatók három, két-két tagból álló szoborcsoportot tekinthetnek meg. Ezek a monolit alkotások egyszerre robusztusak és finoman megmunkáltak. A három csoport eredetileg a dzsagamóhana talapzatának három lépcsősora előtt állt, és egy-egy csoport tagjai ugyanazt ábrázolják.
A nátamandir előtt található szoboregyüttes eredetileg a keleti bejáratnál állt. Az oroszlán egy démont fogva tartó elefánt hátára mászik fel. Az oroszlánok az uralkodó Ganga-dinasztiát, míg az elefántok az előző uralkodó családot jelképezik. Más források szerint ezt a szoborcsoportot 1906-ban a bhogmandapa tetejéről emelték le és hozták rendbe, majd ezt követően helyezték a keleti bejárat elé. A bhogmandapa tetejére pedig az 1882–1883-as munkálatok során került, amikor a szoborcsoportokat első alkalommal tisztították meg, és ennek során elmozdították eredeti helyükről. Akkortájt a bhogmandapát homok borította, így nem tudták, hogy a domb, amire helyezték, magában rejtette ezt az épületet.
Az északi lépcsősor előtt két, majdnem életnagyságú (2,1 méter magas) elefántszobor állt. Miután megtisztították a törmeléktől, szintén az udvar északi részében, a bejárattal szemben kaptak helyet. Az egyik elefánt az ormányával egy harcost kulcsol át, amely kezében pajzsot és kardot tart. A másik egy elesett katona teste fölött magasodik.
A harmadik szoborcsoport eredetileg a déli lépcsősor előtt állt, most azzal szemben, a déli udvarrészben található. A monolit alkotás egy harci mént ábrázol annak kísérőjével, patái alatt pedig a legyőzött harcos hever.

## Galéria

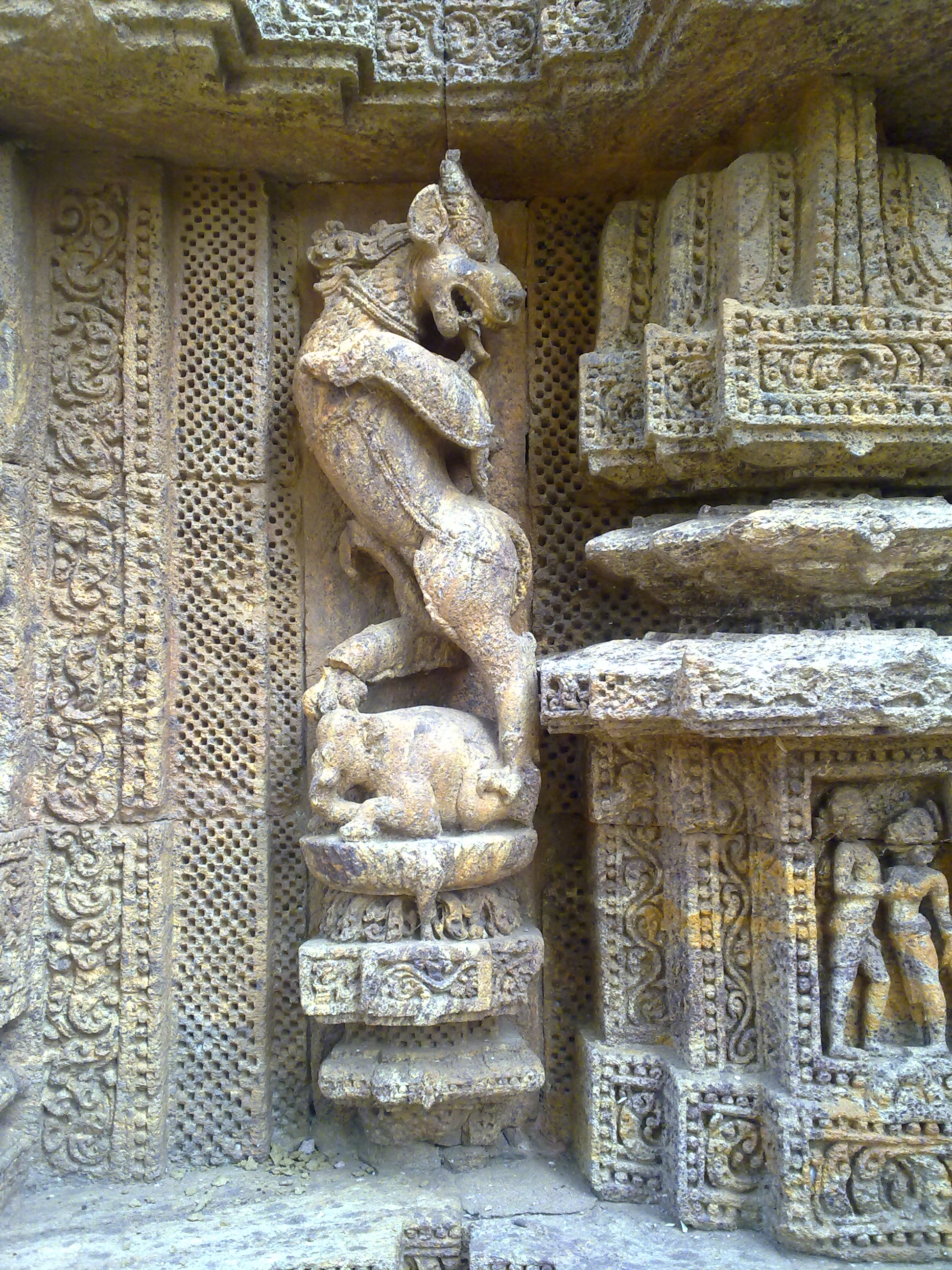
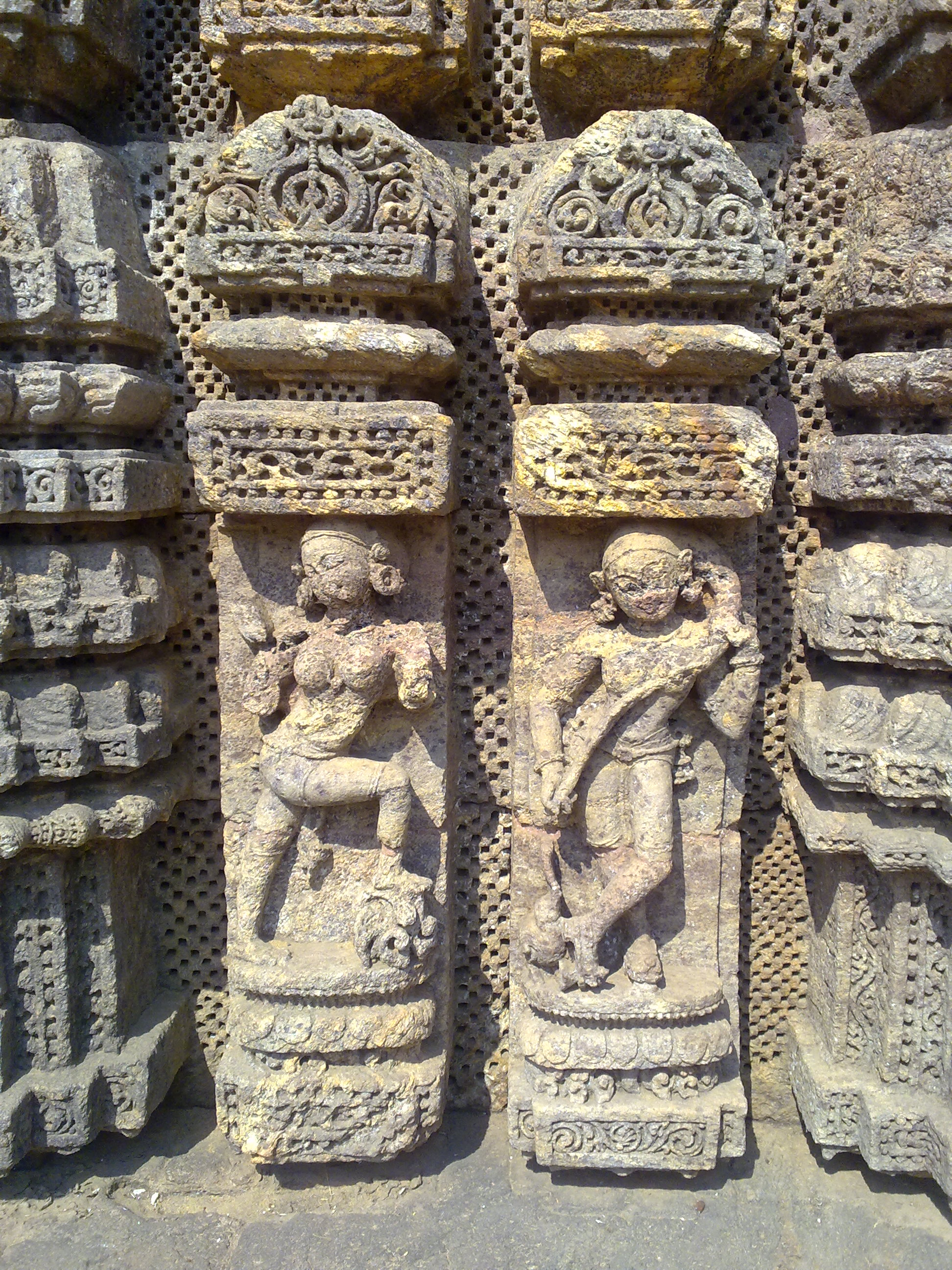
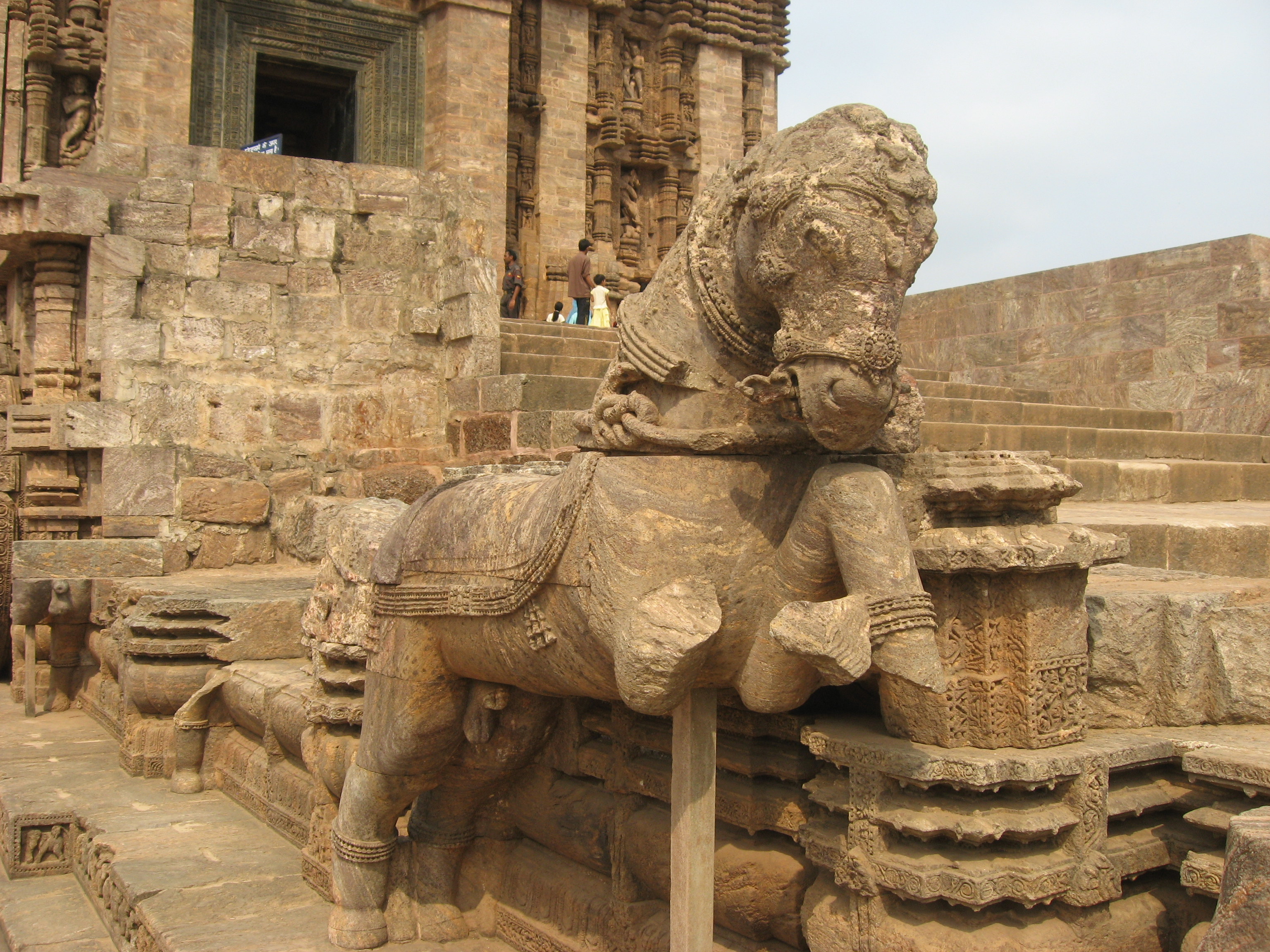
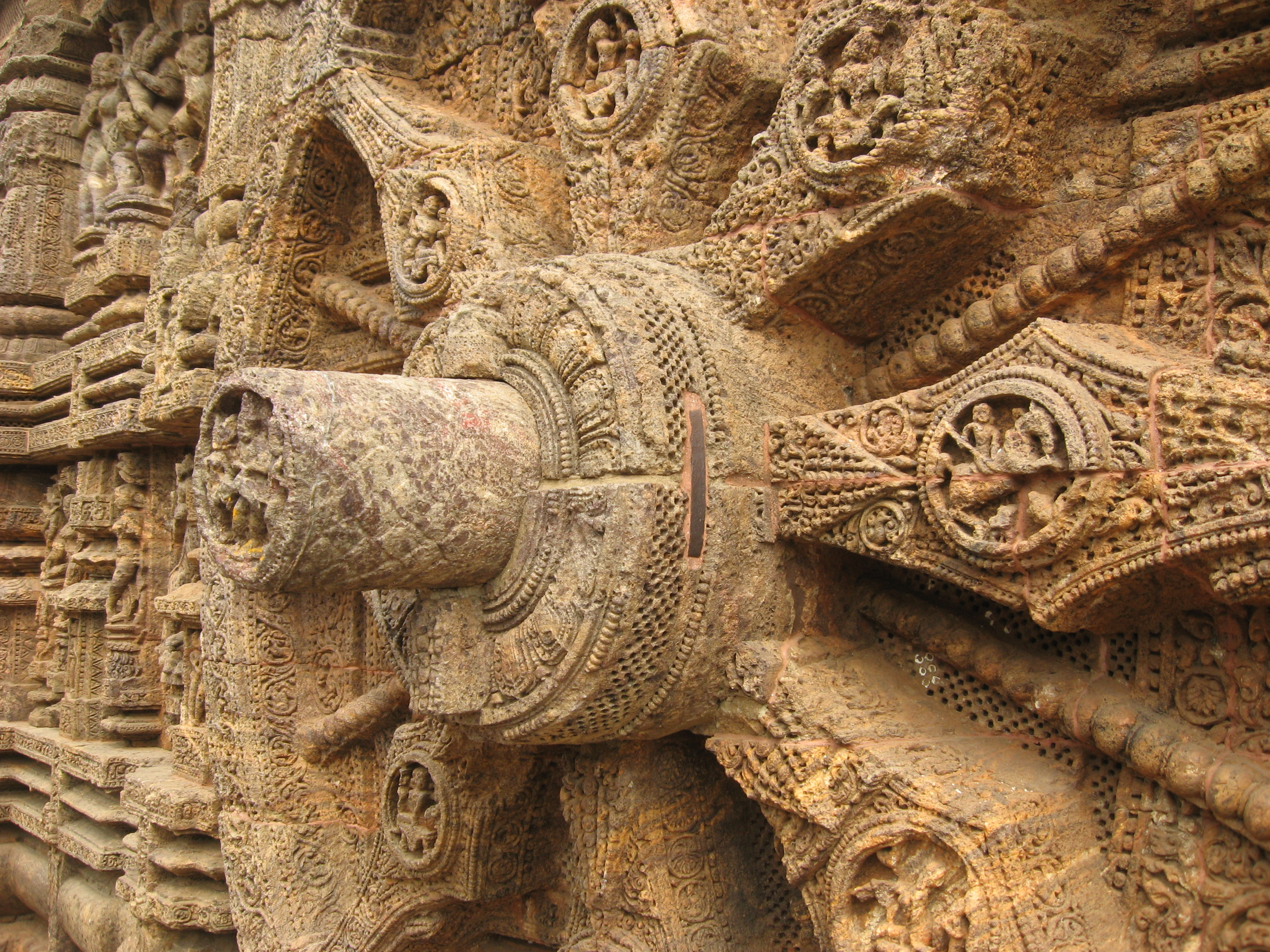
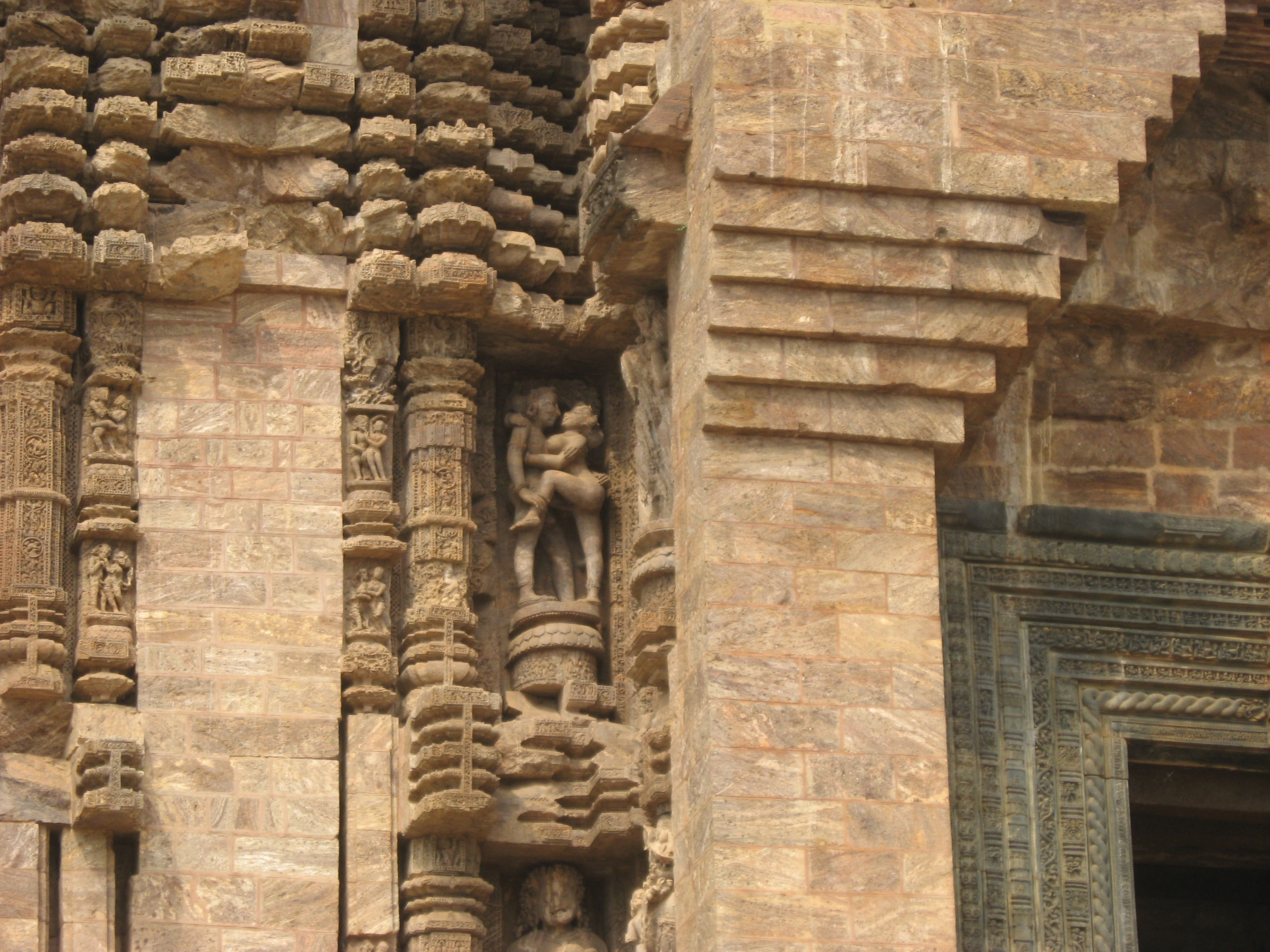

## Fesztiválok

### Csandrabhaga Mela

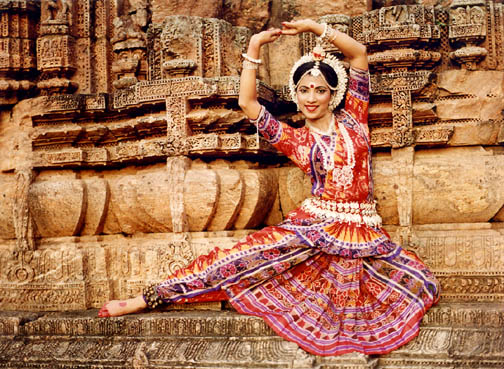
Egy odisi-táncos autentikus viseletben

A Csandrabhaga Mela, vagy más néven Magha Szaptami Orisza legnépszerűbb és második legnagyobb fesztiválja, melyet egy februári napon tartanak Konárakban. A romoknál ekkor a zarándokok Szúrja napisten születését ünneplik, és egyben a tavaszt is köszöntik. Vannak köztük olyanok is, akik az ősi hagyományokat ápolva, mezítláb, akár egy hónapnyi vándorlás után jutnak el ide.
Ilyenkor a hívők még napfelkelte előtt rituális fürdőt vesznek a szent Csandrabhaga folyóban vagy a közeli tengerben. Amikor a tenger felett megjelenik a felkelő Nap, az összegyűltek néma imával vagy hangos ünnepléssel köszöntik. Ezt követően a templomhoz vonulnak és ismét leróják imájukat. A nap hátralévő részében a fesztivál az evés, ivás, mulatság jegyében telik, majd alkonyatkor mindenki hazaindul.

### Konáraki Táncfesztivál
Az indiai klasszikus táncok hagyományőrző fesztiválja ez, amelyet minden év december 1–5. között tartanak meg. Célja a jellegzetes oriszai templomi tánc, az odisi hagyományainak életben tartása, India minden részéből érkező, kimagasló tudású klasszikustánc-művészek részvételével. Az esti előadások hátteréül a nátamandir szolgál.

## Archeológiai múzeum
A múzeum 1968 óta működik jelenlegi helyén, a dzsagamóhanától északi irányban lévő épületében. A feltárások során számtalan tárgy került elő a területről. Ezek közül mintegy 260-at négy kiállítóteremben láthat a közönség. Az elsőben szobrok találhatók, többek között Szúrja képmása különböző élethelyzetekben homokkőből, illetve kloritos palából faragva; Visnu különböző inkarnációi; a kondalitból faragott kerekek különféle részei. A második teremben kultikus tárgyak, valamint növényi és állati mintázatok, kiegészítő alakok kerültek bemutatásra. A harmadik teremben nagyméretű szobrok, valamint erotikus témájú díszítések láthatók, míg a negyedikben vegyes témájú szobordíszeket állítottak ki.